# Josep Piqué i Camps
Josep Piqué i Camps   (Vilanova i la Geltrú, 21 de febrer de 1955 - Madrid, 6 d'abril de 2023) fou un polític, economista i professor universitari català, diverses vegades ministre durant les VI i VII legislatures i expresident del Partit Popular de Catalunya.

## Biografia
Va néixer el 21 de febrer de 1955 a la ciutat de Vilanova i la Geltrú, capital de la comarca del Garraf, fill de Josep Piqué i Tetas, darrer alcalde en la dictadura franquista del seu poble natal. Va estar afiliat a UCD i també fou President Honorari de l'Associació d'Empresaris del Garraf. Va estudiar ciències econòmiques i empresarials, així com dret, a la Universitat de Barcelona, centre en el qual va impartir classes de teoria econòmica.
Va morir a l'Hospital 12 d'Octubre de Madrid el 6 d'abril de 2023. El juliol del 2023 el Forum LaToja va organitzar un acte en el seu record a l'Hotel Eurostars Mirasierra de Madrid, on van participar personalitats del món econòmic i polític del país.

## Activitat empresarial

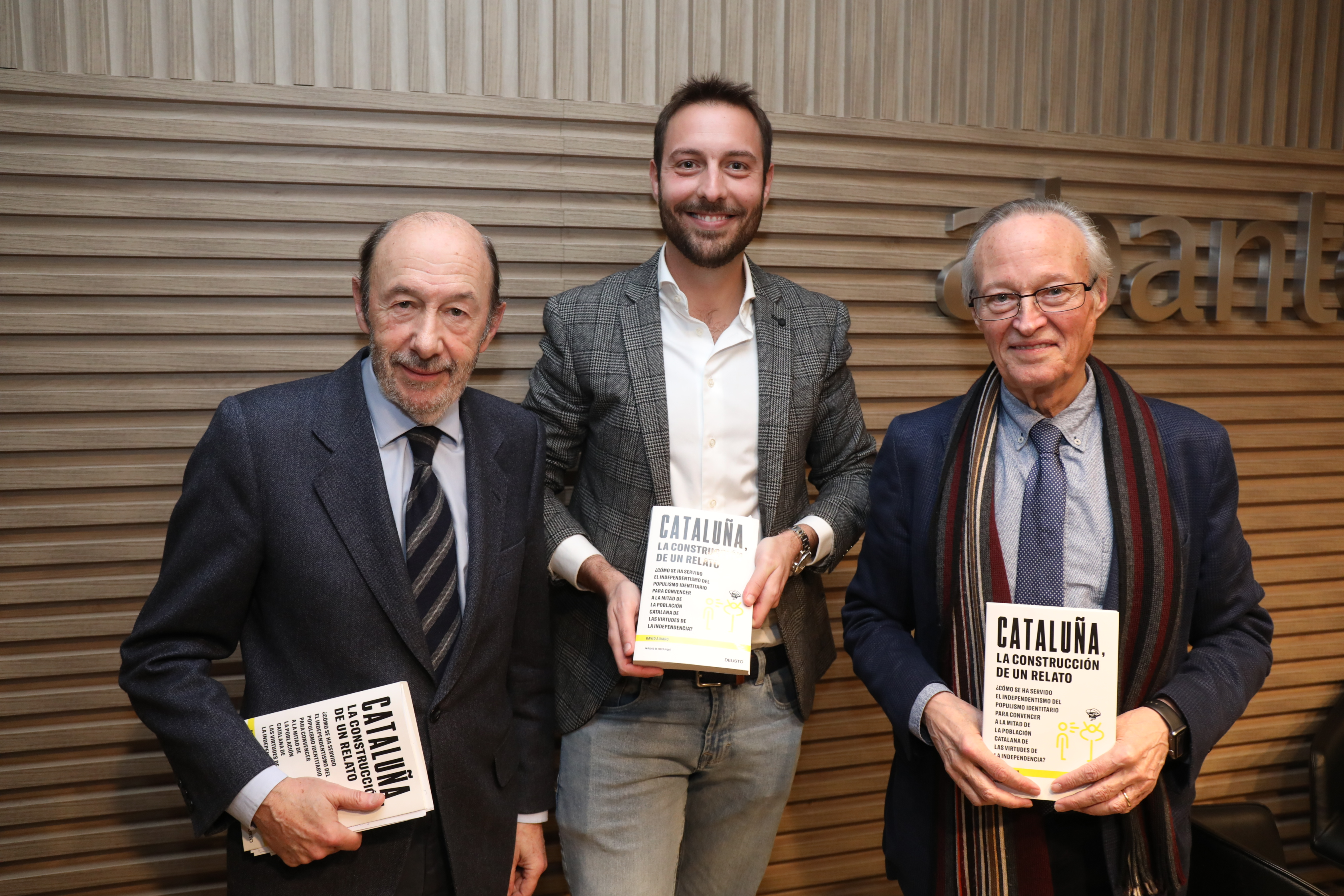
Presentació d'un llibre

Membre de la Junta directiva del Cercle d'Economia de Barcelona sota la presidència de Carles Tusquets (1989-1995), en fou el seu president entre 1995 i 1996 i entre 2011 i 2013. Entre 1989 i 1992 va ser president del grup Ercros, on també va ocupar diversos càrrecs directius. Se'l va relacionar amb la suposada venda il·legal de la petroliera Ertoil, empresa filial d'Ercros, al grup Elf, però l'Audiència Nacional arxivà la seva causa.
Des del novembre de 2007 fins al setembre de 2013, Piqué ocupà la presidència de l'aerolínia de baix cost Vueling, passant més tard a ocupar el càrrec de conseller de l'empresa constructora OHL i a Mapfre.

## Activitat política
Va començar en política com a militant de Bandera Roja i poc després del PSUC. Entre els anys 1986 i 1988 va ser Director General d'Indústria de la Generalitat de Catalunya sota el govern de Convergència i Unió.
L'any 1996, després de la victòria del Partit Popular en les eleccions generals, fou escollit Ministre d'Indústria i Energia pel nou president José María Aznar, com a independent, càrrec que ocupà fins a l'any 2000. El 13 de juliol de 1998 fou nomenat Portaveu del Govern després del relleu de Miguel Ángel Rodríguez, càrrec que compaginà amb la seva tasca de ministre d'Indústria fins al final de la VI legislatura. Amb la nova victòria dels populars en les eleccions generals de l'any 2000, fou nomenat Ministre d'Afers Exteriors, càrrec del qual fou rellevat el 10 de juliol de 2002 en la primera remodelació del segon govern d'Aznar, passant a ocupar el Ministeri de Ciència i Tecnologia.
Afiliat al Partit Popular l'octubre de 2002, el 4 de setembre de 2003 abandonà les seves tasques al govern d'Espanya per ser candidat del Partit Popular de Catalunya (PPC) en les eleccions al Parlament de Catalunya d'aquell any, en les quals fou escollit diputat, esdevenint el president del grup popular en aquesta cambra.
El 19 de juliol de 2007 Josep Piqué presentà la dimissió irrevocable com a president del Partit Popular de Catalunya, després que es fes pública la decisió d'Ángel Acebes d'imposar una gestora al PP català, sent substituït per Daniel Sirera Bellés.